# 架橋
化学反応における架橋（かきょう, Cross-link, クロス・リンク）とは、主に高分子化学においてポリマー同士を連結し、物理的、化学的性質を変化させる反応のことである。
IUPACの定義では、少なくとも4つの鎖が発生し、既存の高分子上の部位またはグループが関与する反応によって、または既存の高分子間の相互作用によって形成される、高分子内の小さな領域のこと。柔らかく弾力性の小さいイソプレンポリマーが硫黄による架橋でタイヤなどに成型できるようになり、さらに架橋を進めることで硬いエボナイトとなるのはその好例である。硫黄による架橋は加硫とよばれている。また、エポキシ樹脂接着剤の硬化はエピクロロヒドリンによる架橋を利用している。
また、生物の体毛は含硫タンパク質のシステイン同士の架橋によって「コシ」を保っている。パーマ剤はこの架橋を一時的に断ち切ることにより髪を軟化させている。

## 架橋度の測定
架橋度は一般に膨潤試験（Swelling capacity test）で測定できる。架橋したサンプルを特定の温度の溶媒に入れ、質量または体積の変化を測定する。架橋が多いほど、膨潤は少なくなる。フローリー・レーナーの式で、理論的な架橋度を計算できる。
熱可塑性プラスチックの架橋度については、ASTM D2765・ASTM F2214などの規格がある。